# 알레산드로 사피나
알레산드로 사피나(이탈리아어: Alessandro Safina, 1963년 10월 14일 ~ )는 이탈리아의 테너이자 팝페라 가수이다.

## 음반
- 《Insieme A Te》 (1999년)
- 《Alessandro Safina》 (2001년)
- 《Live in Italy „Only you“》 (2001년)
- 《Musica Di Te》 (2003년)
- 《Sognami》 (2007년)